# Карнегі (Пенсільванія)
Карнегі (англ. Carnegie) — місто (англ. borough) в США, в окрузі Аллегені штату Пенсільванія. Населення — 8134 особи (2020).

## Географія
Карнегі розташоване за координатами 40°24′29″ пн. ш. 80°5′10″ зх. д. / 40.40806° пн. ш. 80.08611° зх. д. (40.407963, -80.086024).  За даними Бюро перепису населення США в 2010 році місто мало площу 4,19 км², уся площа — суходіл.

## Демографія
Згідно з переписом 2010 року, у селищі мешкали 7972 особи в 3900 домогосподарствах у складі 1973 родин. Густота населення становила 1903 особи/км².  Було 4329 помешкань (1033/км²).
Расовий склад населення:
| - 87,7 % — білих - 7,4 % — чорних або афроамериканців - 1,6 % — азіатів - 0,2 % — корінних американців - 0,1 % — вихідців з тихоокеанських островів |

До двох чи більше рас належало 2,7 %. Частка іспаномовних становила 1,6 % від усіх жителів.
За віковим діапазоном населення розподілялося таким чином: 17,9 % — особи молодші 18 років, 65,6 % — особи у віці 18—64 років, 16,5 % — особи у віці 65 років та старші. Медіана віку мешканця становила 40,9 року. На 100 осіб жіночої статі у селищі припадало 90,8 чоловіків;  на 100 жінок у віці від 18 років та старших — 87,9 чоловіків також старших 18 років.
Середній дохід на одне домашнє господарство  становив 62 734 долари США (медіана — 40 838), а середній дохід на одну сім'ю — 67 474 долари (медіана — 53 000). Медіана доходів становила 46 732 долари для чоловіків та 38 977 доларів для жінок. За межею бідності перебувало 23,2 % осіб, у тому числі 44,9 % дітей у віці до 18 років та 13,3 % осіб у віці 65 років та старших.
Цивільне працевлаштоване населення становило 3852 особи. Основні галузі зайнятості: освіта, охорона здоров'я та соціальна допомога — 22,6 %, роздрібна торгівля — 12,9 %, науковці, спеціалісти, менеджери — 12,8 %.